# Iyela
Iyela è una circoscrizione urbana (urban ward) della Tanzania situata nel distretto urbano di Mbeya, regione di Mbeya. Conta una popolazione di 31 634 abitanti (censimento 2012).